# U.S. Route 259
 (mars 2025).
Si vous disposez d'ouvrages ou d'articles de référence ou si vous connaissez des sites web de qualité traitant du thème abordé ici, merci de compléter l'article en donnant les références utiles à sa vérifiabilité et en les liant à la section « Notes et références ».
La U.S. Route 259 (US 259) est une US Route auxiliaire de la US 59 parcourant 250 miles (400 km) dans les régions rurales du nord-est du Texas et du sud-est de l'Oklahoma. Le terminus sud de la route se trouve près de Nacogdoches, Texas à un échangeur avec sa route-mère, la US 59 / US 270 alors que son terminus nord se trouve dans les Montagnes Ouachita, environ 15 miles (24 km) au sud de Heavener, Oklahoma, où elle rejoint la US 59. Pour la majeure partie de son tracé, la US 259 se trouve entre 30 et 50 miles (48 à 80 km) à l'ouest de la US 59.

## Description du tracé

### Texas
La US 259 débute près de Nacogdoches à la jonction avec la US 59. Elle se dirige vers le nord jusqu'à Henderson, où elle contourne la ville en multiplex avec la US 79. Elle passe ensuite par Kilgore et atteint l'I-20. Les deux routes forment un multiplex vers l'est et la US 259 quitte l'autoroute à Longview. Elle traverse cette ville et poursuit son trajet vers le nord. Elle passe par Ore City, Daingerfield et DeKalb avant d'atteindre la frontière de l'Oklahoma formée par la Rivière Rouge.

### Oklahoma
La US 259 entre dans l'état au sud-est d'Idabel. Elle rejoint cette ville qu'elle contourne et forme un multiplex avec la US 70. Le multiplex prend fin à Broken Bow, au nord, et la US 259 continue son trajet vers le nord. Elle traverse une région montagneuse, les Montagnes Ouachita, et atteint son terminus nord au sud de Heavener, à la jonction avec la US 59.

## Intersections majeures
Texas
 US 59 près de Nacogdoches
 US 84 à Mount Enterprise
 US 79 à Henderson. Les routes forment un multiplex dans la ville.
 I-20 près de Kilgore. Les routes forment un multiplex jusqu'à Longview.
 US 80 à Longview
 US 67 à Omaha
 I-30 près d'Omaha
 US 82 à DeKalb
Oklahoma
 US 70 près d'Idabel. Les routes forment un multiplex jusqu'à Broken Bow.
 US 59 / US 270 près de Heavener